# Xing Hu
Xing Hu (chinesisch 星湖 ‚Sternsee‘) ist ein in der Aufsicht dreieckiger See an der Ingrid-Christensen-Küste des ostantarktischen Prinzessin-Elisabeth-Lands. Er liegt zwischen dem Lake Jack im Südwesten und dem Lake Gillieson im Osten der Halbinsel Stornes in den Larsemann Hills.
Chinesische Wissenschaftler benannten ihn 1991 deskriptiv im Zuge der Erstellung von Luftaufnahmen und Kartierungsarbeiten.